# 共に守るマスクの日
共に守るマスクの日（ともにまもるマスクのひ）とは、日常生活においてマスクの正しい使い方を意識してもらい、感染症被害の削減につなげるとともに、より快適なマスク生活を支援することを目的とした記念日。

## 概要
毎年10月9日。「マスクは自分を守るものであり、共に大切な人を守り社会を守る」という思いから、日常生活においてマスクの正しい使い方を意識してもらい、感染症被害の削減につなげるとともに、より快適なマスク生活を支援することを目的として、株式会社Histoire（イストワール）が制定。
日付は「共に」の「と=10」で10月、マスクは耳（3）と耳（3）に掛ける（×）ものなので3×3で9日。これを合わせて10月9日とした。
チャリティーイベントである「共に守るマスクの日プロジェクト」も開催している。